# ストラクチャード・テキスト

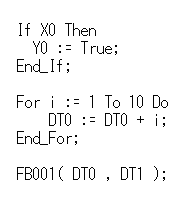
ストラクチャード・テキストの例

ストラクチャード・テキスト（すとらくちゃあど・てきすと、Structured Text）とは、プログラマブルコントローラ（PLC）用のプログラム言語で、IEC 61131-3標準で定義される5言語のうちのひとつである。略称はST。
ラダー図などに比較し数値計算や論理式等の記述が容易になる。プログラムはテキスト形式により作成する。